# شهرستان تونگرن
شهرستان تونگرن (به لاتین: Tongren County) یک شهرستان‌های جمهوری خلق چین در چین است که در ولایت خودمختار هوانگنان تبتی واقع شده‌است. شهرستان تونگرن ۳٬۲۷۵ کیلومتر مربع مساحت و ۹۲٬۶۰۱ نفر جمعیت دارد و ۲٬۴۸۰ متر بالاتر از سطح دریا واقع شده‌است.